# Спинацедо II (Порденоне)
Спинацедо II је насеље у Италији у округу Порденоне, региону Фурланија-Јулијска крајина.
Према процени из 2011. у насељу је живело 90 становника. Насеље се налази на надморској висини од 21 м.